# George Van Eps
George Van Eps (7 de agosto de 1913 — 29 de novembro de 1998), geralmente chamado de "o pai da guitarra de sete cordas", foi um guitarrista estadunidense de jazz e swing, notado tanto por suas gravações como solista quanto por seu trabalho como músico de estúdio. Ele é o autor de livros onde são exploradas suas abordagens harmônicas na guitarra. Van Eps ganhou notoriedade mundial como pioneiro da guitarra de sete cordas, que permitiu a ele incorporar sofisticadas linhas de baixo às suas improvisações. Ele exerceu grande influência em guitarristas que posteriormente vieram a tocar numa guitarra de sete cordas, como Howard Alden (com quem ele gravou quatro CDs no início da década de 1990 pela Concord Records), Bucky Pizzarelli e John Pizzarelli, filho de Bucky.
George Van Eps é filho do lendário tocador de banjo Fred Van Eps.